# Sankuru tartomány
A Sankuru tartomány a Kongói Demokratikus Köztársaság 2005-ös alkotmánya által létrehozott közigazgatási egység. Az alkotmány 2009. február 18-án, 36 hónappal az alkotmányt elfogadó népszavazás után lép hatályba. A tartomány az ország közepén fekszik, jelenleg a Kelet-Kasai tartomány körzete. Fővárosa Lodja, mely egyben legnagyobb városa is. A tartomány nemzeti nyelve a csiluba.
A tartomány nevét a Sankuru folyóról kapta, mely a tartományt átszelő legnagyobb folyó. Nagyobb városai: Lodja, Kole.

## Története
1962-ben, az első kongói válság idején Sankuru tartományt a korábbi Kasai tartományból hozták létre. Később, 1966-ban Mobutu Sese Seko kormányzása során a Kelet-Kasai tartomány részévé tették. A 2009-ben életbe lépő új alkotmány önálló tartományi jogot adott neki.

### Az első Sankuru tartomány elnökei (1965-től kormányzói)
- 1962. szeptember 14. - 1963. december,  André Diumasumbu
- 1963. január - 1963. április, Athanase Ndjadi (in rebellion)
- 1963. december 27. - 1965. június,  Paul Marcel Sumbu
- 1965. június - 1966. január 27.,  Benoît Wetshindjadi
- 1966. április 18. - 1966. április 25.,  Étienne Kihuyu

## Területi felosztása
A tartomány körzetei az új alkotmány szerint:
- Katako-Kombe
- Kole
- Lodja
- Lomela
- Lubefu
- Lusambo

## Külső hivatkozások
- Sankuru tartomány körzeti felosztása
- A Kongói Demokratikus Köztársaság tartományai és azok vezetői